# Incidente di Berwyn Mountain
L'incidente di Berwyn Mountain è un presunto UFO crash che sarebbe avvenuto in Gran Bretagna nel 1974 sui Monti Berwyn a Llandrillo, nel Galles del nord. L'incidente è stato definito "la Roswell britannica, tanto che il giornale The Sun l'ha definito scherzosamente "l'incidente di Roswelsch".
La sera del 23 gennaio furono osservate in cielo alcune strane luci, quindi si avvertì un tremore del terreno. Si pensò alla caduta di un aereo o all'impatto di un meteorite. Entro un'ora dall'accaduto, la Polizia raggiunse i Monti Berwyn e fu raggiunta da una squadra di soccorso della RAF. Non fu trovato niente e tutti furono mandati via poco dopo le ore 14,00 del giorno seguente.

## Spiegazioni scientifiche
Si pensò che l'evento fosse stato causato dalla combinazione di due avvenimenti: un terremoto e una meteora luminosa osservata sul Galles e sul nord dell'Inghilterra. L'Institute of Geological Sciences riferì che un terremoto di magnitudo 3,5 venne registrato la sera del 23 gennaio alle 20.38 in un'area che si estendeva dal Galles del nord fino quasi a Liverpool. L'evento non fu immediatamente riconosciuto per ciò che era, per cui vi fu l'investigazione della Polizia. L'intensità del terremoto fu tale che se fosse stato dovuto ad un meteorite si sarebbe dovuto formare un cratere a seguito dell'impatto. È probabile che il terremoto non sia avvenuto in relazione ad un meteorite e che le luci osservate in cielo siano state luci telluriche.

## Speculazioni ufologiche
In seguito, tra gli ufologi ha cominciato a circolare l'ipotesi che l'evento sia stato dovuto alla caduta di un UFO, che sia stato recuperato il corpo di un extraterrestre e che il governo britannico abbia effettuato un insabbiamento dei veri fatti. Secondo alcune voci, la zona fu circondata da un cordone di militari e fu riferito che alcuni villaggi vicini erano stati visitati da uomini in nero. L'ufologo Andy Roberts ha però chiarito che quell'area fu effettivamente circondata dai militari nel 1982, quando un aereo Harrier precipitò nella zona.

## Articoli
- Jenny Randles, Andy J. Roberts and Dr. David Clark, Fire on the Mountain: The Berwyn UFO Case- a British Roswell?, The UFOS That Never Were
- R. Maddison, The astronomer from Keele, Astronomy & Geophysics, vol. 47 n° 6